# Wiza

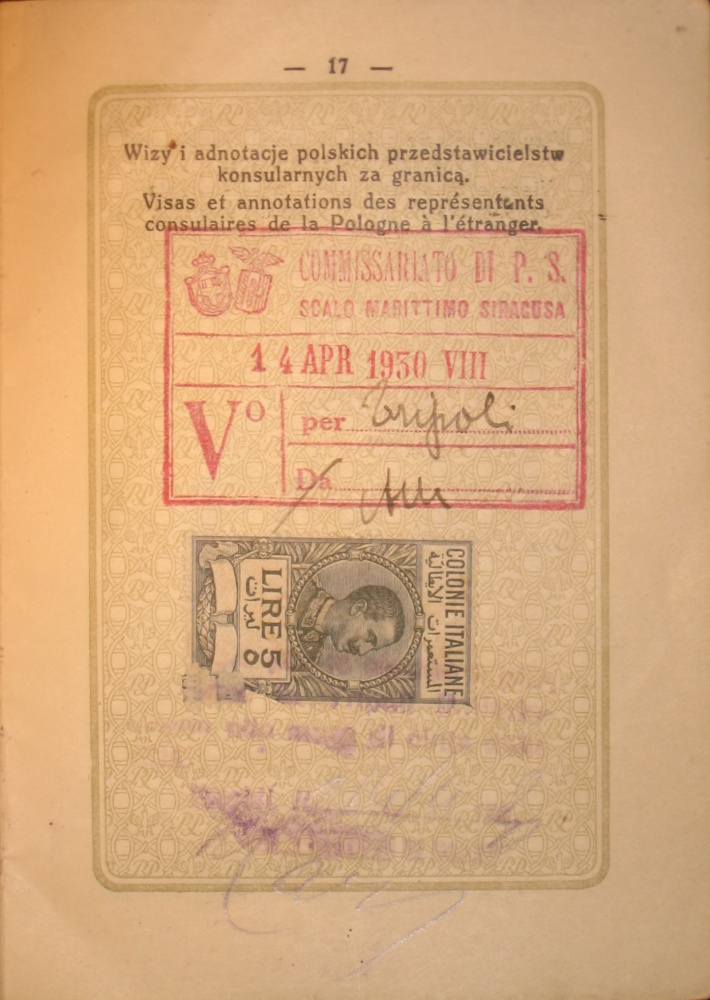
kolonialna wiza włoska z 1930 na wjazd do Trypolisu (Libia)

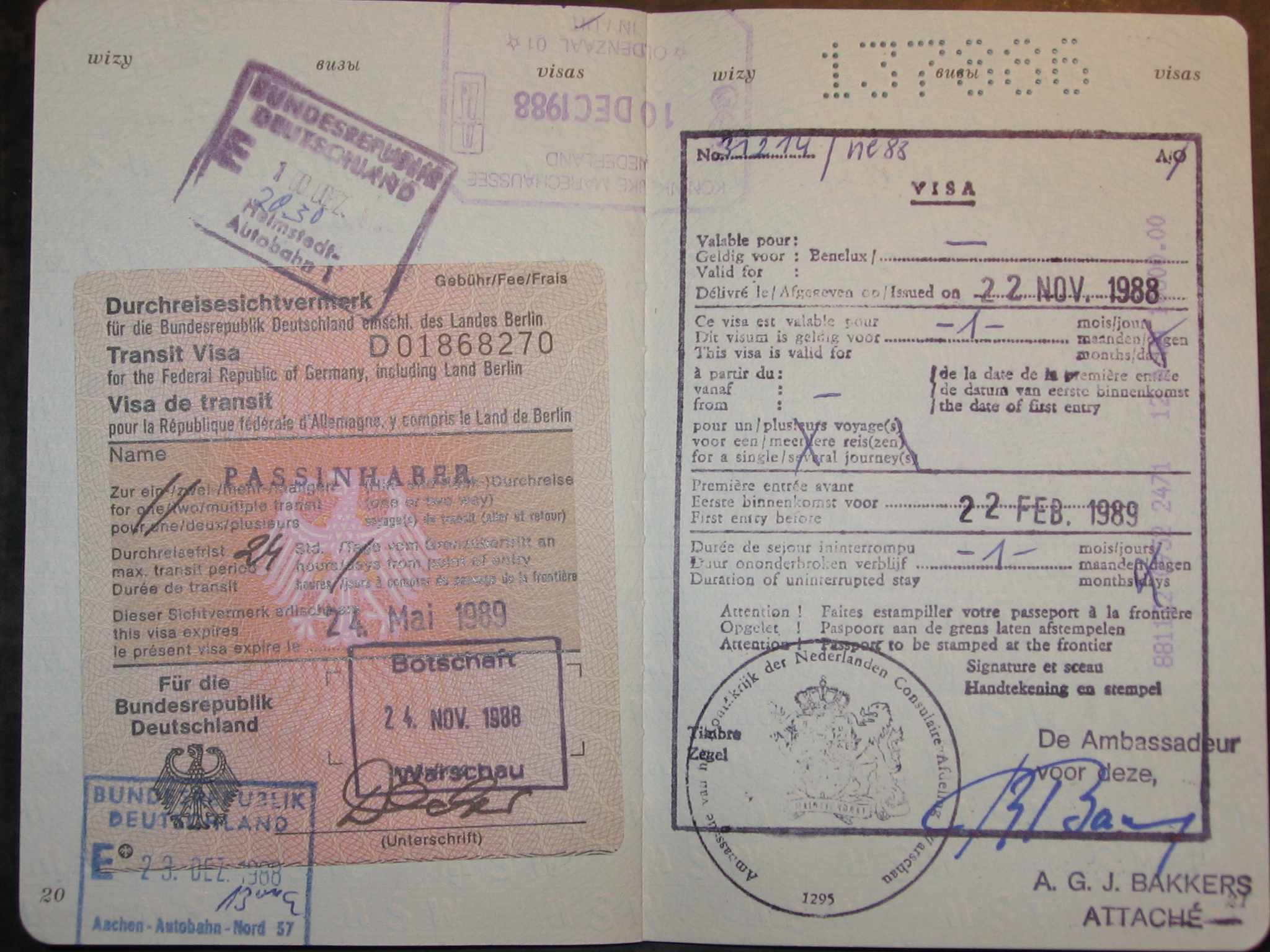
Wizy w polskim paszporcie z roku 1988

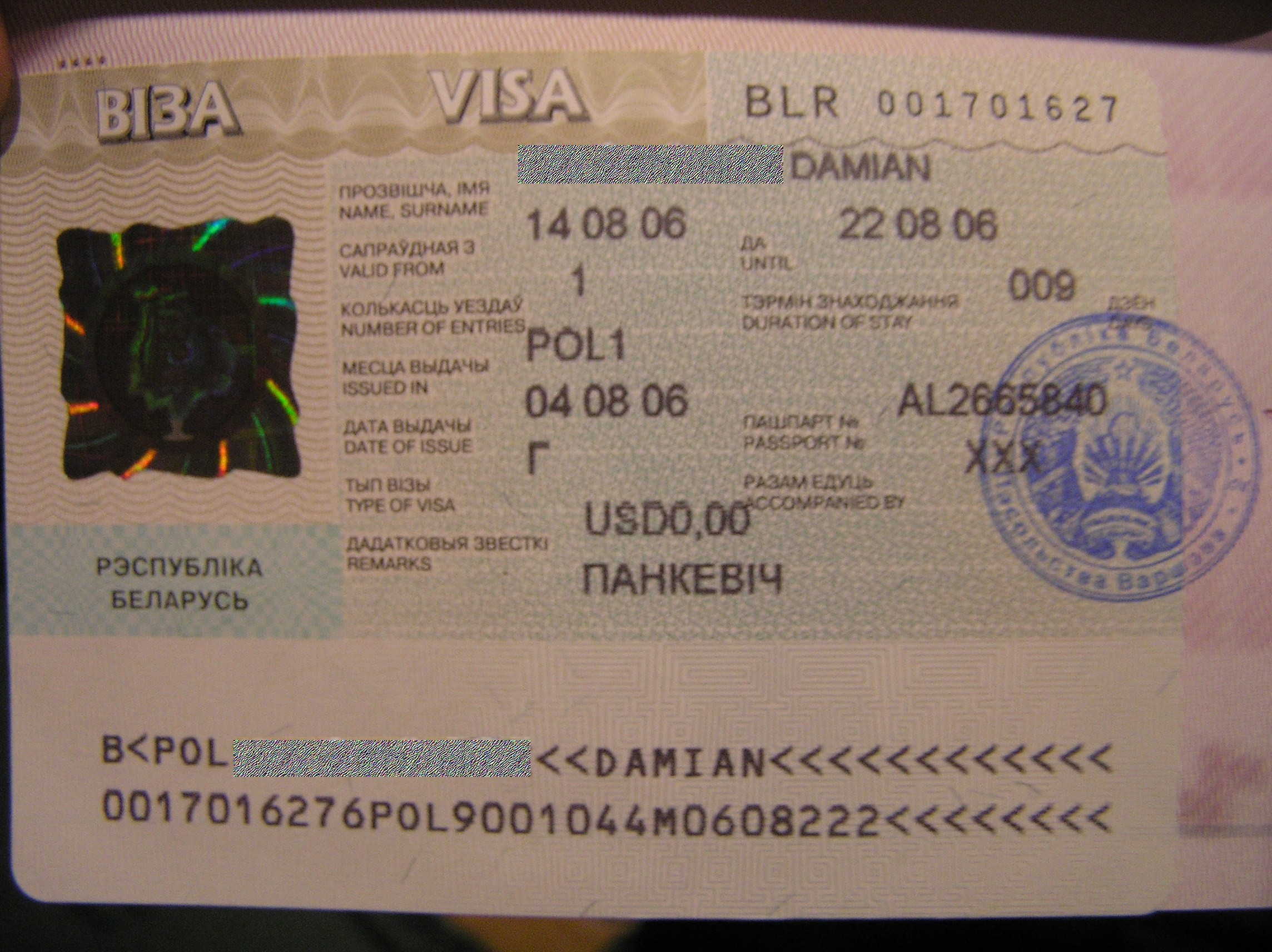
Wiza białoruska z 2006 r.

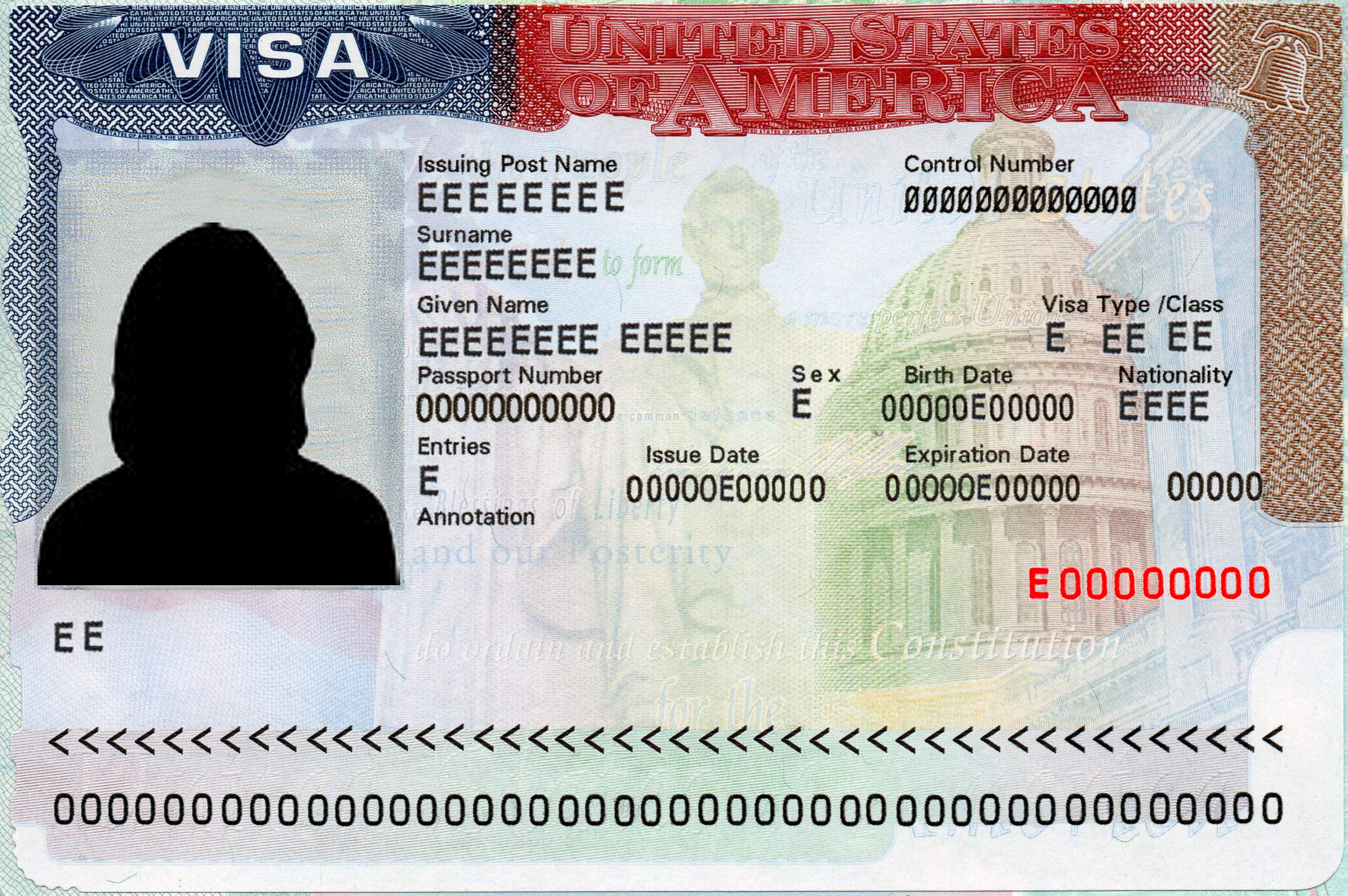
Wzór wizy USA z 2013 r.

Wiza (z fr. visa) – pisemne zezwolenie na przekroczenie granicy lub pobyt na terenie obcego państwa wystawiane cudzoziemcom przez przedstawicielstwa dyplomatyczne lub konsularne (konsulaty) tegoż państwa. W niektórych wypadkach może być też uzyskana na przejściach granicznych. Wiza ma zazwyczaj postać naklejki umieszczonej w paszporcie lub innym dokumencie podróży, może też mieć postać stempla lub wpisu.
To, czy w podróży do konkretnego państwa potrzebna jest wiza, zależy od indywidualnych umów międzynarodowych między konkretnymi krajami lub organizacjami międzynarodowymi (takimi jak Unia Europejska) i ma charakter zmienny (nie jest ustalane „raz na zawsze”). Umowy o ruchu bezwizowym zazwyczaj są dwustronne, jednak zdarzają się również umowy jednostronne, co oznacza, że np. obywatele jednego kraju mogą wjeżdżać do drugiego bez wizy, a obywatele tego drugiego, aby wjechać do pierwszego, muszą posiadać wizę. Przykładem tego są np. Stany Zjednoczone, których obywatele mogą do wielu krajów wjeżdżać bez wizy, a obywatele tych krajów, aby wjechać do Stanów Zjednoczonych, muszą uprzednio uzyskać wizę (przez wiele lat dotyczyło to np. Polski). Innym przykładem jest np. Tunezja, która w sierpniu 2009 roku uchyliła jednostronnie obowiązek wizowy wobec obywateli Polski, podczas gdy obywatele Tunezji chcący odwiedzić Polskę, nadal muszą posiadać odpowiednią wizę.
Ruch bezwizowy występuje w zasadzie między krajami związanymi ze sobą w jakiś sposób politycznie, gospodarczo lub militarnie, aczkolwiek są od tego wyjątki. Istnieją także nieliczne kraje, które na podstawie własnego prawa imigracyjnego zniosły obowiązek wizowy dla obywateli wszystkich krajów świata (zwykle są to małe państwa wyspiarskie, żyjące głównie z turystyki). Informacje na temat obowiązku wizowego można uzyskać w przedstawicielstwie dyplomatycznym danego państwa.
Wiza wydana przez ambasadę lub konsulat danego kraju zazwyczaj nie gwarantuje wjazdu jej posiadacza do tegoż kraju. Wiza może również w każdej chwili zostać anulowana.
Wiza najczęściej nie daje jej posiadaczowi uprawnień innych niż do wjazdu i przebywania w obcym kraju przez określony czas w celach turystycznych lub biznesowych, nie związanych bezpośrednio z wykonywaniem pracy. Aby móc legalnie pracować, studiować lub przebywać na stałe w obcym kraju, należy uzyskać specjalne zezwolenie lub wizę uprawniającą także do podejmowania pracy, nauki itp.
Szczególny rodzaj ruchu bezwizowego występuje wewnątrz strefy Schengen w Unii Europejskiej.

## Ogólne rodzaje wiz
Każdy kraj posiada wiele kategorii wiz. Najczęściej spotykane rodzaje wiz:
- wiza tranzytowa – wydawana zazwyczaj na 5 dni lub mniej, uprawniająca do przejazdu przez dany kraj do kraju trzeciego.
- wiza turystyczna – upoważniająca do podróży i przebywania w danym kraju przez określony czas wyłącznie w celach turystycznych lub służbowych nie związanych bezpośrednio z wykonywaniem pracy[1].
- wiza biznesowa – upoważniająca przez określony czas do działań biznesowych, np. zajmowaniem się handlem. Wiza ta zazwyczaj nie zezwala na podejmowanie stałej pracy zarobkowej. Aby móc legalnie wykonywać stałą pracę, należy ubiegać się o wizę pracowniczą.
- wiza pracownicza – upoważniająca do podejmowania pracy zarobkowej w obcym kraju. Wizy tego typu najczęściej są znacznie trudniejsze do uzyskania, ale za to czas ich ważności jest znacznie dłuższy, niż wizy biznesowej.
- wiza na granicy – wiza wydawana na lądowym przejściu granicznym lub w porcie lotniczym obcego kraju osobom wjeżdżającym do tegoż kraju. Charakterystyczną cechą tego typu wiz jest to, że przed podróżą do danego kraju nie trzeba wcześniej udawać się do ambasady lub konsulatu tego kraju w celu ubiegania się tam o wizę. „Wizy na granicy” wydawane są praktycznie „od ręki”, jednak zazwyczaj za określoną opłatą.
- wiza małżeńska/narzeczeńska – przyznawana osobom będącym w małżeństwie lub narzeczeństwie z obywatelem obcego kraju w celu umożliwienia legalnego osiedlenia się obojga w danym kraju.
- wiza studencka – umożliwiająca podejmowanie nauki w szkołach lub uczelniach wyższych w kraju wydającym wizę.
- wiza dyplomatyczna – wydawana tylko osobom posiadającym paszport dyplomatyczny
- wiza imigracyjna – wydawana osobom pragnącym zamieszkać w obcym kraju na stałe. Wydawana, w zależności od kraju, zazwyczaj w celu jednorazowego wjazdu jej posiadacza do danego kraju, a następnie oczekiwania w tym kraju na przyznanie karty stałego pobytu. Karta stałego pobytu przyznana przez dany kraj umożliwia późniejsze podróże do innych krajów, a następnie powrót do kraju zamieszkania bez konieczności ubiegania się o wizę do tegoż kraju.
- wiza elektroniczna – wydawana w formie elektronicznej, np. przez Internet, a następnie przechowywana w systemie komputerowym wydającego ją kraju i przypisana do konkretnego paszportu. Wiza taka nie jest wklejana, czy też wbijana do paszportu. Aby się o nią ubiegać, nie trzeba również udawać się do ambasady czy konsulatu kraju wydającego tego typu wizy. System wiz elektronicznych posiadają Stany Zjednoczone w ramach ESTA obejmujący kraje objęte programem ruchu bezwizowego „Visa Waiver Program”. a także Australia w ramach ETA oraz (dla krajów Unii Europejskiej) eVisitor. Australijskim systemem eVisitor objęta jest również Polska. Charakterystyczną cechą wiz elektronicznych jest to, że otrzymuje się je w prosty i szybki sposób po wypełnieniu odpowiedniego formularza na specjalnej stronie WWW. Wiza elektroniczna jest w zasadzie pewną formą ruchu bezwizowego (chociaż Australia, w przeciwieństwie do Stanów Zjednoczonych, wciąż nazywa swój system ETA i eVisitor „wizą”) i stanowi jedynie konieczność uzyskania specjalnego, elektronicznego zezwolenia na wjazd i pobyt przez określony czas w danym kraju. Zezwolenie takie uzyskuje się przez Internet zazwyczaj w ciągu od kilku sekund do kilku minut od chwili wysłania odpowiedniego formularza znajdującego się na określonej stronie WWW. Wniosek (formularz) o zezwolenie na pobyt, w zależności od kraju, wypełnia się na 2-3 dni przed planowaną podróżą[2]. Potwierdzenie uzyskania zezwolenia na pobyt otrzymuje się pocztą elektroniczną. Zalecane jest jego wydrukowanie i zabranie ze sobą w podróż do kraju docelowego, w celu ewentualnego okazania go urzędnikowi imigracyjnemu na granicy danego kraju.

## Procedury wjazdowe i czas ważności wizy
Wiza może być zarówno „jednorazowa”, czyli jednokrotnego wjazdu, lub też wielokrotnego wjazdu. Ważność wizy jednokrotnego wjazdu wygasa automatycznie w chwili opuszczenia kraju, który wydał wizę. W celu ponownego wjazdu do tego samego kraju, należy ponownie ubiegać się o taką samą wizę w placówce dyplomatycznej tegoż kraju lub na przejściu granicznym, gdy przewidują to przepisy imigracyjne kraju docelowego. Natomiast w przypadku wizy wielokrotnego wjazdu, jej ważność nie wygasa w chwili opuszczenia kraju wydającego taką wizę. Dzięki temu, po upływie określonego czasu (zależnie od kraju) możliwy jest ponowny wjazd do obcego kraju w ramach tej samej, wydanej już wcześniej wizy.
Wydana wiza może być wykorzystana do dnia oznaczonego na niej jako data upływu ważności. Np. turystyczne wizy do Stanów Zjednoczonych zazwyczaj (choć nie zawsze) są wydawane na maksymalnie 10 lat z prawem wielokrotnego wjazdu na teren USA.
Maksymalny dozwolony okres pobytu w danym kraju jest najczęściej wyznaczany przez urzędnika imigracyjnego na granicy i jest różny w zależności od kraju i od celu pobytu (rodzaju posiadanej wizy). Np. przy pobycie turystycznym w Stanach Zjednoczonych okres ten wynosi najczęściej 6 miesięcy (dla krajów objętych ruchem bezwizowym okres ten wynosi 90 dni). W niektórych krajach dozwolony czas pobytu określany jest wprost na wizie.
Termin ważności wizy zazwyczaj nie pokrywa się z dozwolonym okresem pobytu. Na wizie często określony jest jedynie okres, w którym jej posiadacz może wjechać (ubiegać się o wjazd) do obcego kraju. Np. jeżeli wiza została wydana 1 stycznia, uprawnia do wjazdu do obcego kraju do 30 marca, a dozwolony okres pobytu w danym kraju wynosi 3 miesiące, to trzymiesięczny, dozwolony pobyt rozpoczyna się w dniu, w którym posiadacz wizy przekracza granicę obcego państwa (musi to nastąpić pomiędzy 1 stycznia a 30 marca). W ten sposób jeżeli wjazd do kraju nastąpił 30 marca, posiadacz wizy może przebywać w danym kraju nawet do 1 lipca.
W zależności od kraju, czas ważności wizy lub okres maksymalnego dozwolonego pobytu może zostać przedłużony (najczęściej za dodatkową opłatą) na określony czas przez władze imigracyjne danego kraju.
"Przesiedzenie” wizy, tzn. pozostanie w danym kraju dłużej niż wynosi czas ważności wizy lub okres maksymalnego dozwolonego pobytu określonego przez urzędnika imigracyjnego przy wjeździe do kraju, powoduje, że pobyt w tym kraju staje się nielegalny, za co grożą kary w postaci deportacji lub zakazu ponownego wjazdu przez określony czas lub nawet dożywotnio. Tym samym może skutkować również wjazd do danego kraju w celach innych niż określone na wizie, np. wjazd w ramach wizy turystycznej i późniejsze podejmowanie w danym kraju pracy zarobkowej, na co wiza turystyczna nie zezwala.
Wjazd bez wizy do kraju, który wymaga wizy, skutkuje zazwyczaj zawróceniem do kraju macierzystego lub innego kraju stosownie do odnośnych umów międzynarodowych. Tym samym zazwyczaj skutkuje również próba ponownego wjazdu do kraju, którego władze imigracyjne orzekły wcześniej wobec posiadacza wizy zakaz wjazdu (czasowy, bądź dożywotni).

## Odmowa wydania wizy
Osoba ubiegająca się o wizę może otrzymać odmowę jej wydania z różnych, określonych powodów, np.:
- podawanie we wniosku wizowym nieprawdziwych informacji o sobie, o swojej sytuacji itp.
- osoba ubiegająca się o wizę była karana za przestępstwo(a) kryminalne lub toczy się przeciwko niej postępowanie karne w sądzie
- osoba ubiegająca się o wizę może zagrażać bezpieczeństwu danego kraju, jego obywatelom i mieszkańcom
- osoba ubiegająca się o wizę nie potrafi przedstawić wystarczająco silnych związków ze swoim krajem zamieszkania
- osoba ubiegająca się o wizę zamierza wyjechać do danego kraju w celach innych niż zezwala na to określona wiza (np. posiadając wizę turystyczną zamierza w danym kraju pracować lub zamieszkiwać nielegalnie poprzez bezprawne przedłużenie sobie pobytu)
- osoba ubiegająca się o wizę nie potrafi określić celu swojej podróży lub przepisy imigracyjne nie przewidują wydania wizy do wjazdu w deklarowanym celu (np. do niedawna nie wydawano wiz turystycznych do Arabii Saudyjskiej)
- osoba ubiegająca się o wizę nie jest wystarczająco przygotowana do rozpoczęcia podróży (nie posiada zapewnionego transportu i zakwaterowania)
- osoba ubiegająca się o wizę nie posiada ubezpieczenia zdrowotnego (ubezpieczenia podróży) ważnego w kraju docelowym i ważnego na czas pobytu w tym kraju
- osoba ubiegająca się o wizę nie posiada ważnych szczepień, wymaganych przy wjeździe do danego kraju (np. szczepienia przeciwko żółtej febrze dla części krajów tropikalnych)
- osoba ubiegająca się o wizę nie posiada dobrego, moralnego charakteru
- osoba ubiegająca się o wizę do danego kraju otrzymała wcześniej już odmowę/odmowy wydania wizy do tego kraju i nie potrafi udokumentować, że wcześniejsze powody odmowy obecnie już nie mają miejsca
- osoba ubiegająca się o wizę jest obywatelem kraju mającego bardzo słabe lub żadne związki z krajem docelowym
- osoba ubiegająca się o wizę jest chora na chorobę zakaźną, np. gruźlicę
- osoba ubiegająca się o wizę naruszyła uprzednio przepisy wizowe/imigracyjne kraju docelowego lub innych krajów
- paszport osoby ubiegającej się o wizę wkrótce straci ważność
- osoba ubiegająca się o wizę nie wykorzystała wcześniej wydanej wizy do danego kraju bez żadnych ważnych powodów (np. zaniechanie wyjazdu z powodu nagłych zdarzeń losowych)
- inne powody wymienione w przepisach imigracyjnych lub uznane przez konsula kraju docelowego za wystarczającą podstawę do odmowy wydania wizy

## Wizy Schengen
Polska 21 grudnia 2007 roku przystąpiła do strefy Schengen. Dzięki temu na granicach Polski z innymi krajami Unii Europejskiej całkowicie zostały zniesione wszelkie kontrole.
Od chwili wejścia Polski do strefy Schengen obywatele krajów niebędących członkami Unii Europejskiej i Europejskiego Obszaru Gospodarczego chcący odwiedzić zarówno Polskę, jak i inne kraje będące w strefie Schengen, muszą ubiegać się o wizę Schengen. Polskie wizy Schengen wydawane są cudzoziemcom przez polskie ambasady i konsulaty znajdujące się na terenie krajów będących spoza Unii Europejskiej i Europejskiego Obszaru Gospodarczego. Wizy Schengen wydawane przez polskie ambasady i konsulaty mogą być ważne zarówno tylko na Polskę, jak i na Polskę i wszystkie pozostałe kraje strefy Schengen. Wizy te mogą być zarówno jednokrotnego, jak i wielokrotnego wjazdu.

## Wizy polskie
Cudzoziemcom z krajów spoza Unii Europejskiej i Europejskiego Obszaru Gospodarczego wydawane są w polskich placówkach konsularnych następujące rodzaje wiz (stan obowiązujący we wrześniu 2006):
- pobytowe (krótkoterminowa albo długoterminowa) – wydawane cudzoziemcom udającym się w podróż do Polski w celach turystycznych, biznesowych, z zamiarem podjęcia pracy, studiów, itp.; wiza taka uprawnia do jednego lub kilku następujących po sobie wjazdów do Polski i pobytu w Polsce:
  - łącznie przez 3 miesiące przez pół roku od pierwszego wjazdu (wiza krótkoterminowa)
  - łącznie przez rok w okresie ważności[3] wizy (wiza długoterminowa)
- lotniskowe – wydawane obywatelom niektórych krajów podróżujących tranzytem przez Polskę do innych państw; wiza taka uprawnia do spędzenia na lotnisku międzynarodowym w jego strefie tranzytowej do 2 dni
- tranzytowe – wydawane są cudzoziemcom podróżujących tranzytem przez Polskę do innych państw; wiza taka uprawnia do spędzenia w Polsce do 5 dni, przy czym w staraniach o taką wizę należy mieć już wizę kraju docelowego[4]
- wjazdowe – wydawane obywatelom innych państw, którzy wcześniej już uzyskali tytuł prawny do pobytu w Polsce (np. repatriantom); wiza wjazdowa uprawnia do jednorazowego wjazdu do Polski
- dyplomatyczne, służbowe i kurierskie – specjalne rodzaje wiz wydawane dyplomatom, członkom personelu konsularnego i innym cudzoziemcom wykonującym swoje zadania związane z pracą placówek zagranicznych w Polsce; wizy takie wydawane są na podstawie not dyplomatycznych i uprawniają do wjazdu na terytorium Rzeczypospolitej Polskiej w okresie 6 miesięcy od daty ich wystawienia oraz do pobytu w Polsce przez 3 miesiące (dyplomatyczna i służbowa) lub 10 dni (kurierska).

Aktualny wykaz państw wraz z regulacjami wizowymi publikuje na swoich stronach polskie MSZ .